# Nanping Zhen (köping i Kina, lat 22,77, long 100,96)
Nanping Zhen (kinesiska: 南屏, 南屏镇) är en köping i Kina. Den ligger i provinsen Yunnan, i den sydvästra delen av landet, omkring 310 kilometer sydväst om provinshuvudstaden Kunming.
Genomsnittlig årsnederbörd är 2 007 millimeter. Den regnigaste månaden är juli, med i genomsnitt 515 mm nederbörd, och den torraste är februari, med 23 mm nederbörd.